# Ivan Reitman

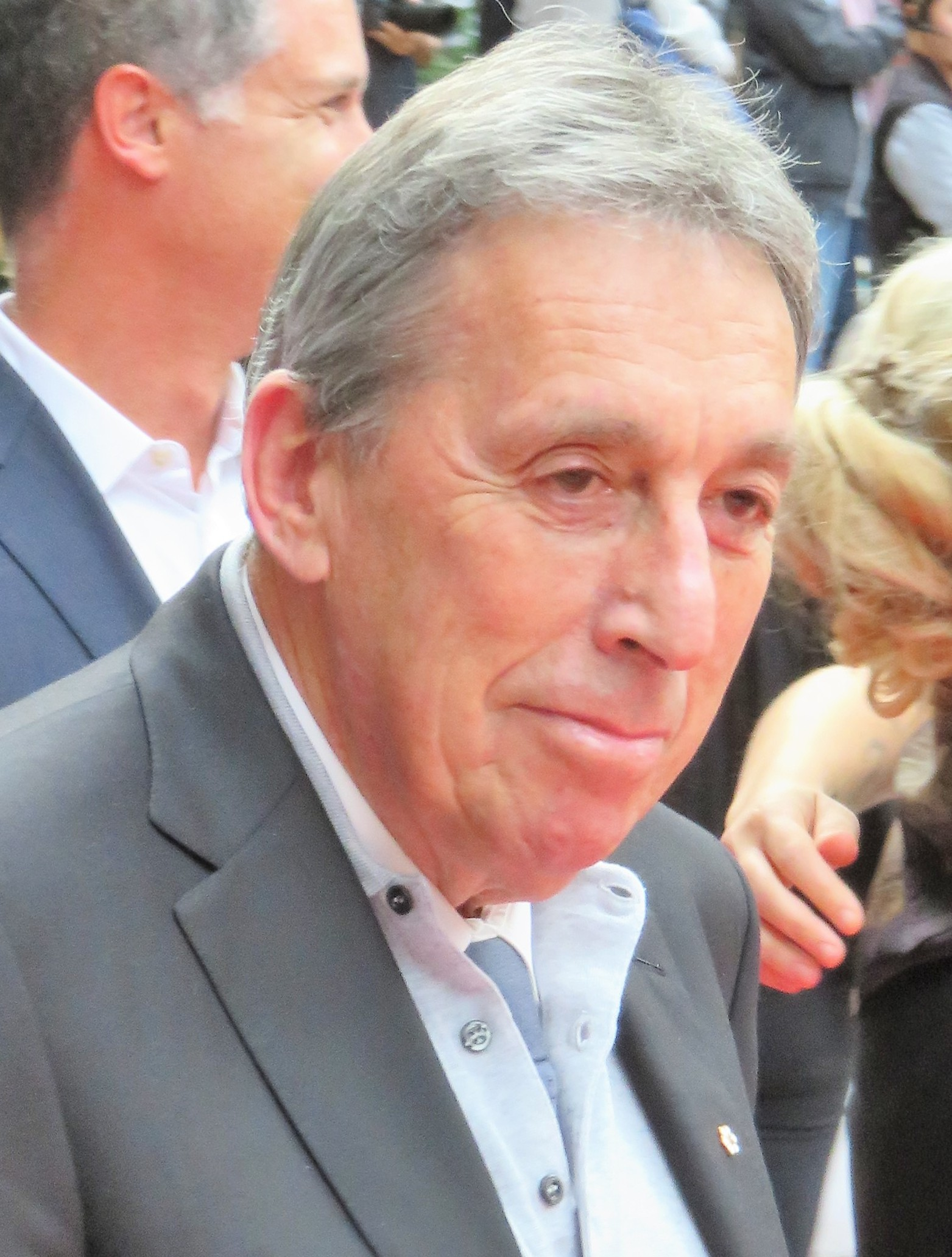
Ivan Reitman (2018)

Ivan Reitman, OC (* 27. Oktober 1946 in Komárno, Tschechoslowakei; † 12. Februar 2022 in Montecito, Kalifornien) war ein kanadischer Regisseur und Filmproduzent. Bekannt wurde er ab Mitte der 1980er Jahre vor allem mit Fantasy- und Actionkomödien wie Ghostbusters, Ghostbusters II, Twins – Zwillinge und Kindergarten Cop.

## Leben
Reitman wurde in Komárno in der heutigen Slowakei geboren. Seine jüdische Familie wurde während des Holocausts verfolgt. 1950 emigrierte die Familie nach Kanada, wo Reitman in Toronto aufwuchs. Er studierte an der McMaster University in Hamilton. Während seines Studiums entstanden erste Kurzfilme. In dieser Zeit lernte Reitman auch die späteren Schauspieler Martin Short, Eugene Levy, Dave Thomas, Andrea Martin und Rick Moranis kennen. Nach seinem Studium arbeitete Reitman für den Fernsehsender CITY-TV in Toronto, wurde aber nach knapp einem Jahr entlassen. Ab Anfang der 1970er Jahre drehte Reitman einige Horrorfilme. Mit dem Film Ich glaub’, mich tritt ein Pferd (National Lampoon’s Animal House) konnte er sich 1978 als Filmproduzent etablieren.

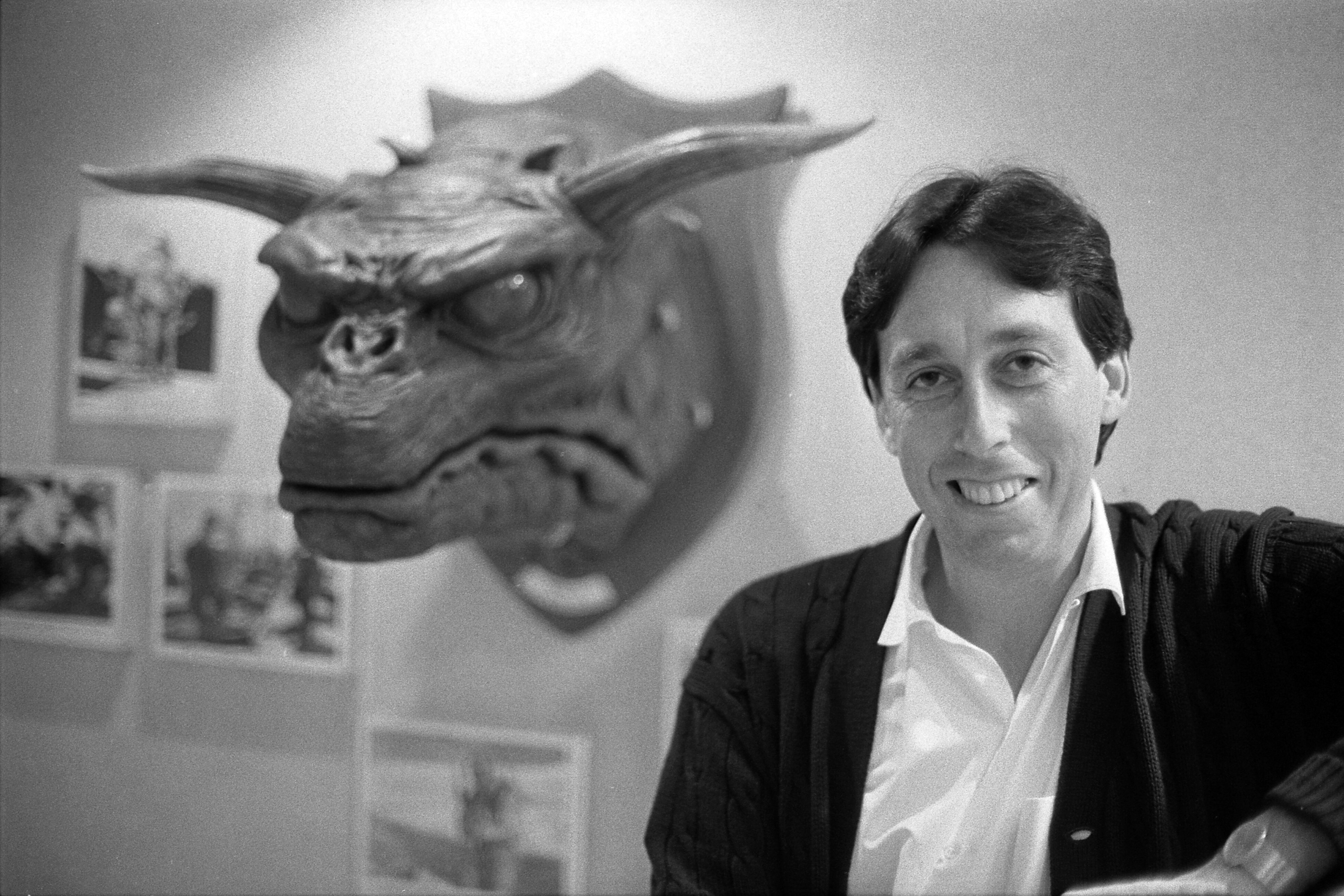
Ivan Reitman (1984)

Reitman wurde insbesondere als Regisseur von Komödien der 1980er und 1990er Jahre bekannt. Zu seinen größten Erfolgen gehörten die Fantasykomödie Ghostbusters von 1984 und deren Fortsetzung von 1989, die Actionkomödien Twins – Zwillinge von 1988 und Kindergarten Cop aus dem Jahr 1990. Dabei arbeitete Reitman wiederholt mit Arnold Schwarzenegger, Bill Murray, Dan Aykroyd, Kevin Kline, Harold Ramis und Sigourney Weaver zusammen. 1984 wurde er von der National Association of Theater Owners als „Regisseur des Jahres“ ausgezeichnet.
Im Jahr 2000 gründete Reitman die Produktionsfirma The Montecito Picture Company. 2001 erhielt er einen Stern auf Canada’s Walk of Fame in Toronto.
Im neuen Jahrtausend inszenierte Reitman weniger Filme als Regisseur, war dafür aber als Produzent an zahlreichen Produktionen beteiligt. 2009 wurde er „für seine Verdienste als Produzent und Regisseur sowie für die Förderung der kanadischen Film- und Fernsehindustrie“ zum Officer of the Order of Canada ernannt. Seine letzte Regiearbeit war Draft Day aus dem Jahr 2014.
Reitman war ab 1976 mit der Schauspielerin Geneviève Robert verheiratet und hatte drei Kinder. Sein Sohn Jason Reitman ist Regisseur, seine Tochter Catherine Reitman ist Produzentin und Schauspielerin. Er starb im Februar 2022 im Alter von 75 Jahren in seinem Haus in Montecito.

## Filmografie
Regie
- 1968: Orientation (Kurzfilm)
- 1971: Foxy Lady
- 1973: Cannibal Girls

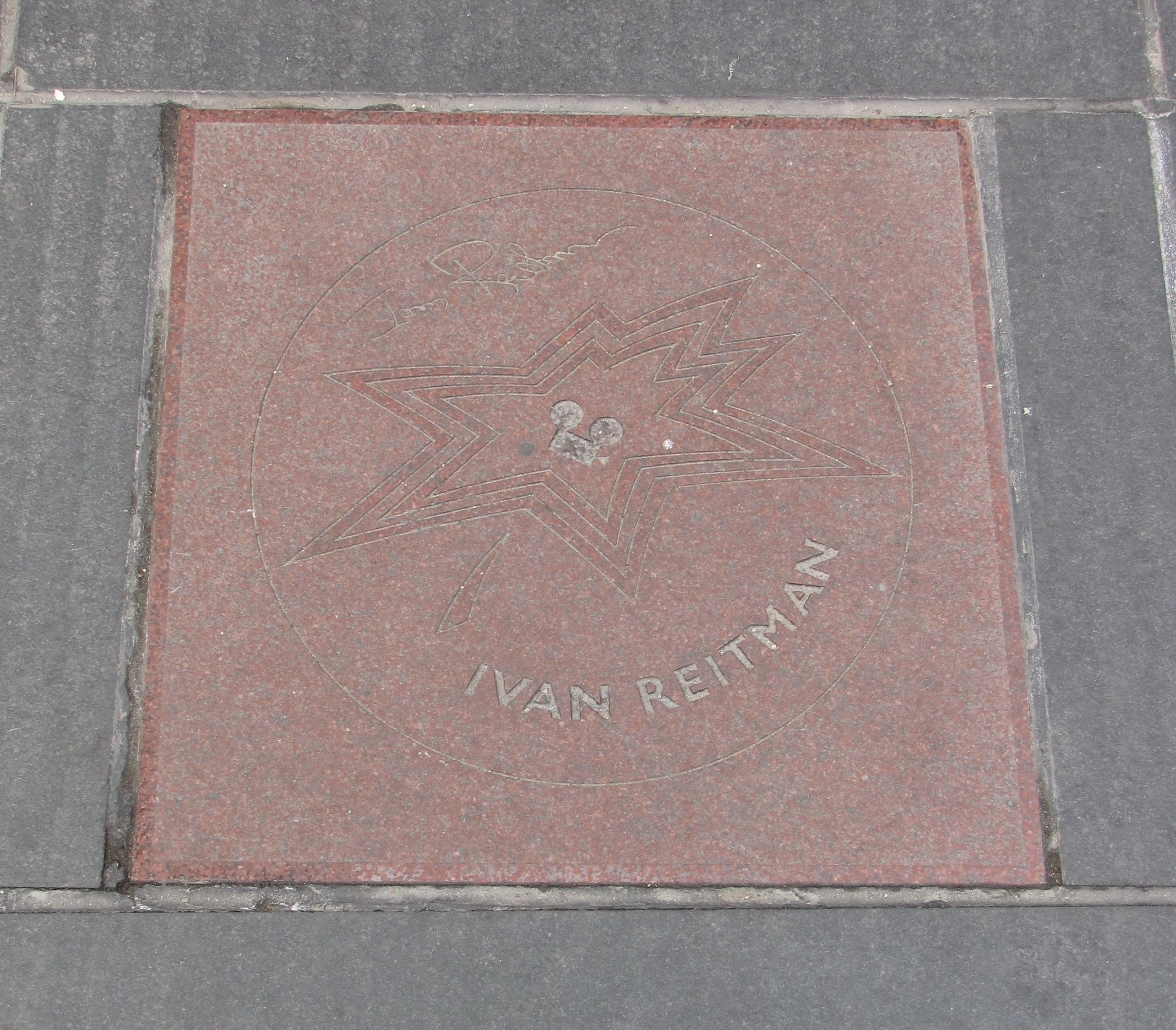
Stern für Ivan Reitman im Canada’s Walk of Fame

- 1979: Babyspeck und Fleischklößchen (Meatballs)
- 1981: Ich glaub’ mich knutscht ein Elch! (Stripes)
- 1984: Ghostbusters – Die Geisterjäger (Ghostbusters)
- 1986: Staatsanwälte küßt man nicht (Legal Eagles)
- 1988: Twins – Zwillinge (Twins)
- 1989: Ghostbusters II
- 1990: Kindergarten Cop
- 1993: Dave
- 1994: Junior
- 1997: Ein Vater zuviel (Fathers’ Day)
- 1998: Sechs Tage, sieben Nächte (Six Days Seven Nights)
- 2001: Evolution
- 2004: Cooking Lessons (Fernsehfilm)
- 2006: Die Super-Ex (My Super Ex-Girlfriend)
- 2011: Freundschaft Plus (No Strings Attached)
- 2014: Draft Day

Produzent
- 1968: Orientation (Kurzfilm)
- 1969: The Columbus of Sex
- 1971: Foxy Lady
- 1975: Parasiten-Mörder (Shivers)
- 1976: Inferno im Moor (Death Weekend)
- 1977: Ilsa – Die Tigerin (Ilsa the Tigress of Siberia)
- 1978: Ich glaub’, mich tritt ein Pferd (National Lampoon’s Animal House)
- 1981: Ich glaub’ mich knutscht ein Elch! (Stripes)
- 1981: Heavy Metal
- 1984: Ghostbusters – Die Geisterjäger (Ghostbusters)
- 1986: Staatsanwälte küßt man nicht (Legal Eagles)
- 1988: Twins – Zwillinge (Twins)
- 1989: Ghostbusters II
- 1990: Kindergarten Cop
- 1992: Stop! Oder meine Mami schießt! (Stop! Or My Mom Will Shoot!)
- 1993: Dave
- 1994: Junior
- 1996: Space Jam
- 1997: Private Parts
- 1997: Ein Vater zuviel (Fathers’ Day)
- 1998: Sechs Tage, sieben Nächte (Six Days Seven Nights)
- 2001: Evolution
- 2006: That Guy (Fernsehfilm)
- 2008: Atom TV (Fernsehserie, 5 Episoden)
- 2009: (Traum)Job gesucht (Post Grad)
- 2009: Up in the Air
- 2009: Chloe
- 2011: Freundschaft Plus (No Strings Attached)
- 2012: Hitchcock
- 2014: Draft Day
- 2016: Ghostbusters (Ghostbusters: Answer the Call)
- 2017: Baywatch
- 2017: Wer ist Daddy? (Father Figures)
- 2020: A Babysitter’s Guide to Monster Hunting
- 2021: Ghostbusters: Legacy (Ghostbusters: Afterlife)
- 2024: Ghostbusters: Frozen Empire